# Luscio Lanuvino
Luscio Lanuvino (in latino Luscius Lanuuinus; fl. II secolo a.C.) è stato un commediografo romano.
Estimatore di Menandro, si dedicò alla composizione di commedie palliate, di cui tuttavia non rimane nulla. Esponente del collegium scribarum histrionumque, un'associazione di tipo corporativo, fondata nel 207 a.C. in seguito alla composizione, da parte di Livio Andronico, dell'inno a Iuno Regina, rivolse molteplici critiche all'opera del più giovane Publio Terenzio Afro, che si difese dalle accuse di Luscio nei prologhi delle sue opere. Definito dallo stesso Terenzio «vetus» («vecchio») e «malevolus» («malevolo»), Luscio sostenne che le palliate del rivale fossero in realtà opera dei suoi protettori, Publio Cornelio Scipione Emiliano e Gaio Lelio Sapiente, e che fossero contemporaneamente prive del ritmo e della comicità della palliata plautina. Secondo l'esempio di Cecilio Stazio, Luscio fu anche fiero oppositore della pratica della contaminatio, ben diffusa nella palliata plautina e adottata anche da Terenzio: lo stesso Luscio accusò infatti Terenzio di aver contaminato, nella sua Andria, l'Andria e la Perinzia di Menandro. Luscio sostenne infine che Terenzio avesse plagiato le opere di Gneo Nevio e Plauto, traendo dalle loro commedie i personaggi del parasitus e del miles gloriosus, che essi avevano in realtà a loro volta tratto dalla Commedia nuova.
Ottenne il nono posto nel canone dei commediografi stilato dall'erudito del I secolo a.C. Volcacio Sedigito, e riportato da Aulo Gellio nelle sue Noctes Atticae:
(Aulo Gellio, Noctes Atticae, XV, 24.)